# Michail Michailowitsch Sawadowski
Michail Michailowitsch Sawadowski (russisch Михаил Михайлович Завадовский; * 17. Julijul. / 29. Juli 1891greg. im Dorf Pokrowka-Skoritschewo, Ujesd Elisabethgrad, Gouvernement Cherson; † 28. März 1957 in Moskau) war ein sowjetischer Biologe, Genetiker und Hochschullehrer.

## Leben
Sawadowski stammte aus einer adligen Familie und wuchs auf dem väterlichen Landsitz Pokrowka-Skoritschewo (Покровка-Скоричево ⊙), einem seit 2014 nicht mehr existenten Dorf im Rajon Jelanez der ukrainischen Oblast Mykolajiw, auf. 1909 begann er das Studium an der Universität Moskau (MGU). Während des zweiten Jahreskurses arbeitete er in Nikolai Konstantinowitsch Kolzows Biologie-Laboratorium in der Städtische Moskauer Schanjawski-Volksuniversität. Nach dem Diplomabschluss 1914 wurde er Assistent im Laboratorium für niedrige Temperaturen. Während des Ersten Weltkriegs war er 1915–1918 Assistent am Lehrstuhl für Zoologie der Moskauer Höheren Kurse für Frauen. Nach der Oktoberrevolution hielt er eine Vorlesung über experimentelle Biologie 1918 an der Schanjawski-Volksuniversität und 1919 an der MGU. Im Frühjahr wurde er mit einer Expedition nach Neu-Askanien geschickt, wobei er in das Kampfgebiet des Bürgerkriegs geriet. Er begab sich auf die Krim und bekam eine Dozentenstelle an der Taurischen Universität in Simferopol. Er führte wissenschaftliche Untersuchungen durch, deren Ergebnisse er später veröffentlichte.
1921 kehrte Sawadowski nach Moskau zurück und nahm wieder seine Vorlesung an der MGU auf. 1924 wurde er Professor des Lehrstuhls für allgemeine Biologie der 2. MGU. Gleichzeitig war er bis 1927 Direktor des Moskauer Zoos, wo er ein Laboratorium für experimentelle Biologie gründete. 1927 wurde Sawadowskis Laboratorium in das Allunionsinstitut für Tierzucht (WISch) eingegliedert. Dort entwickelte Sawadowski Methoden zur Erhöhung der Fruchtbarkeit von Nutztieren durch Einsatz von Hormonpräparaten.
Ab 1927 lehrte Sawadowski am Lehrstuhl für Entwicklungsdynamik der biologischen Fakultät der MGU. 1935 wurde er zum Vollmitglied der Sowjetischen Akademie für Landwirtschaftswissenschaften gewählt. Während des Deutsch-Sowjetischen Krieges war er 1941–1943 in Alma-Ata evakuiert, wo er experimentelle Untersuchungen zur Mehrlingsfortpflanzung fortsetzte.
1944 erhielt Sawadowski für seine Lehrtätigkeit den Orden des Roten Banners der Arbeit. Für seine Methode der Mehrlingsfortpflanzung erhielt er 1946 den Stalinpreis. Als 1948 auf der August-Sitzung der Sowjetischen Akademie für Landwirtschaftswissenschaften die Anhänger des Lyssenkoismus die klassische Genetik vernichtend kritisierten, wurde Sawadowski zusammen mit seinem jüngeren Bruder Boris Michailowitsch Sawadowski und anderen Vertretern der klassischen Genetik entlassen, sein Lehrstuhl für Entwicklungsdynamik wurde aufgelöst, und seine Methode der Mehrlingsfortpflanzung wurde verboten. Nach dem Tode Stalins wurde 1954 im WISch das Laboratorium für Entwicklungsphysiologie eröffnet, in dem Sawadowski nun bis zu seinem Tode arbeitete.
Sawasdowski wurde auf dem Wwedenskoje-Friedhof begraben.